# Benetice (Světlá nad Sázavou)
Benetice es una aldea pequeña cerca de la ciudad Světlá nad Sázavou, República Checa.

## Historia
Antiguamente hubo una fábrica de cristal en Benetice. Aunque la fábrica ha cerrado, los nombres de ciertos lugares todavía se derivan de partes de la fábrica de cristal como el na sušírnách o el lago conocido como Sklárenský rybník.
Hay un campo en la recreación en Benetice. Antiguamente fue utilizado como campo pionero (pioneros era un grupo en tiempo comunistas que eran el equivalente de los boys scouts en la República Checa) y fue utilizado por jóvenes que provenían de Hungría, Polonia y Alemania.
Un tilo crece en los campos de la aldea de Benetice, que fue plantado en 1945.
Es posible ver el castillo de Lipnice desde Benetice.

## Fotos

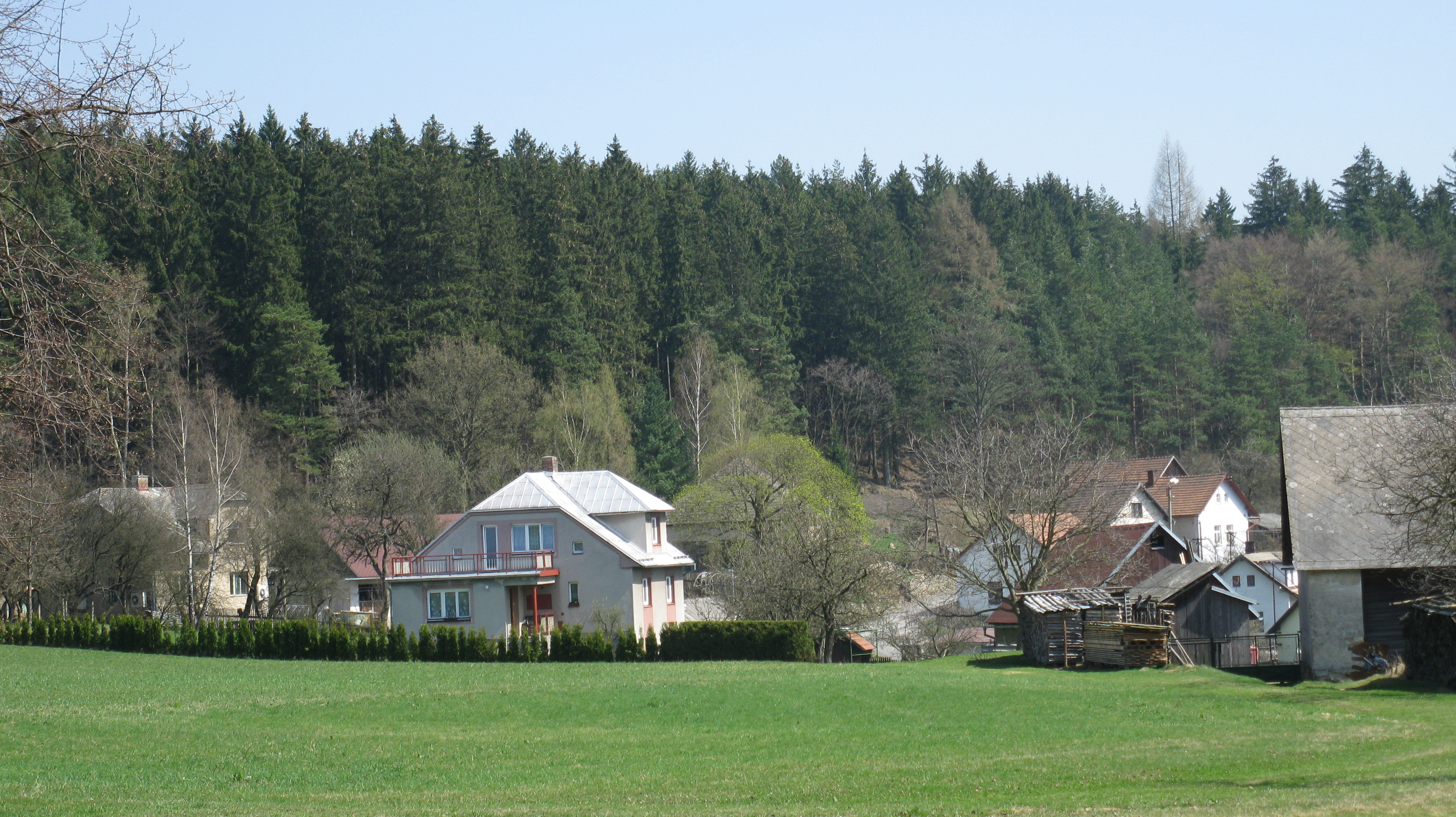
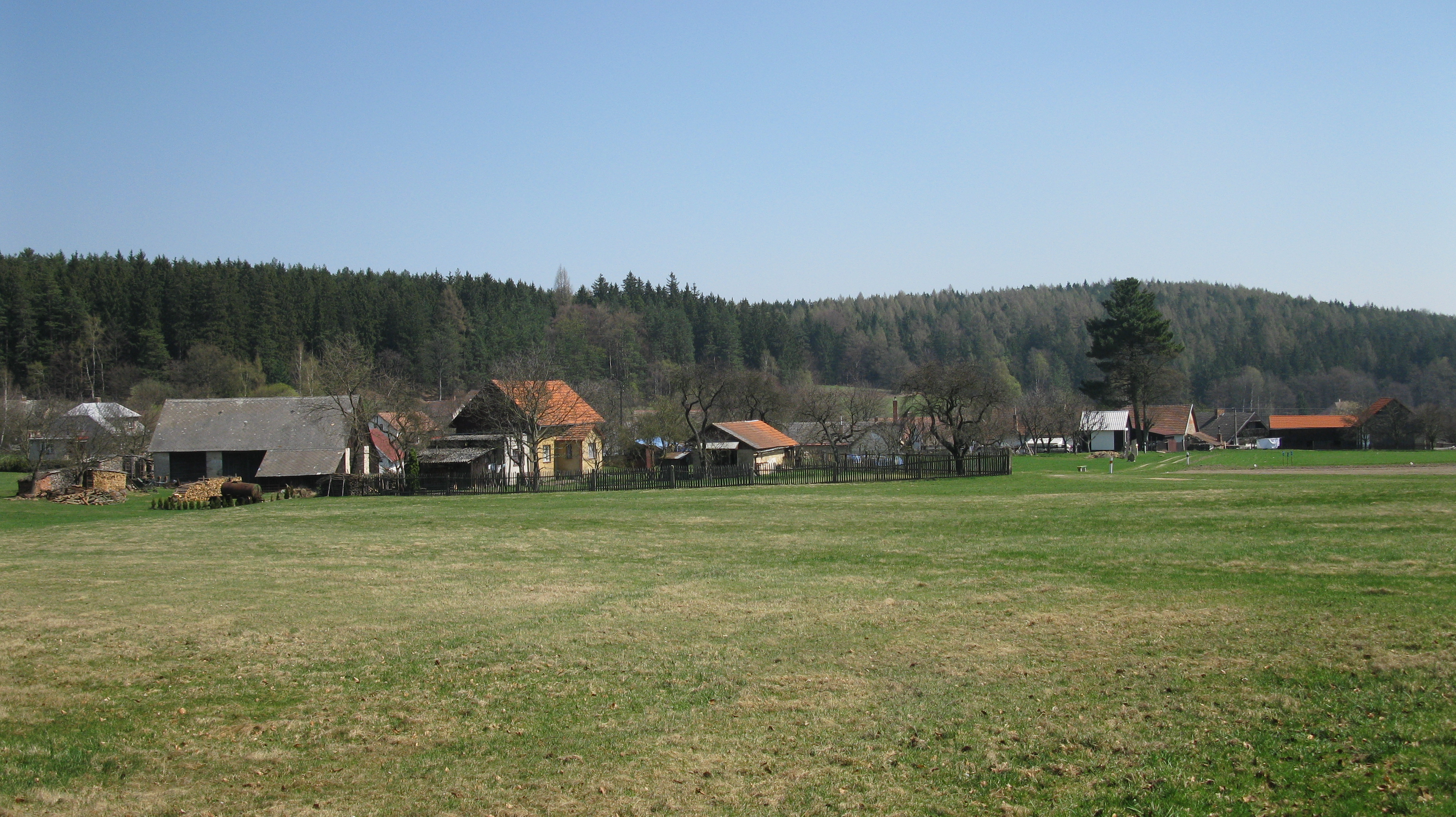
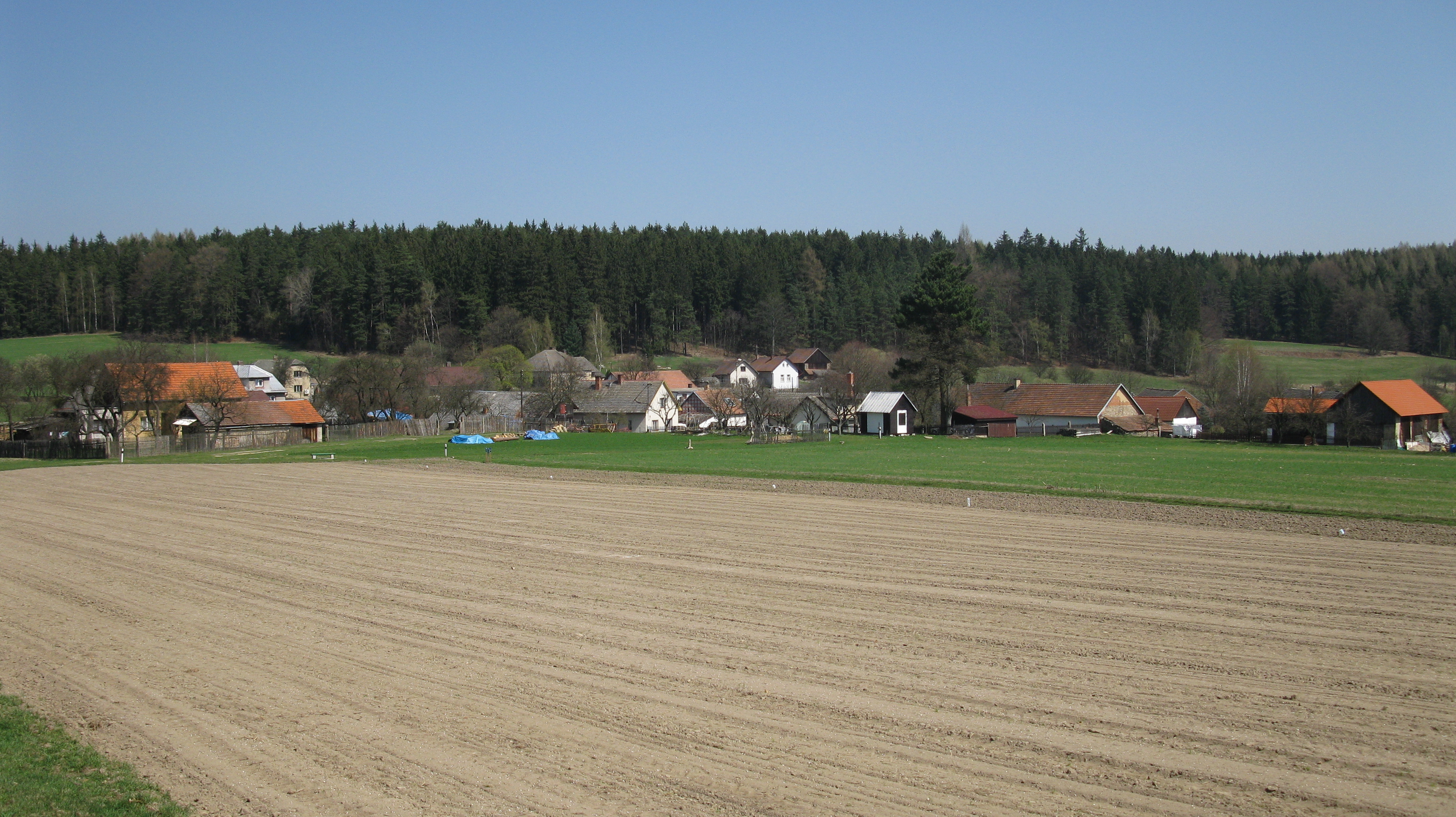
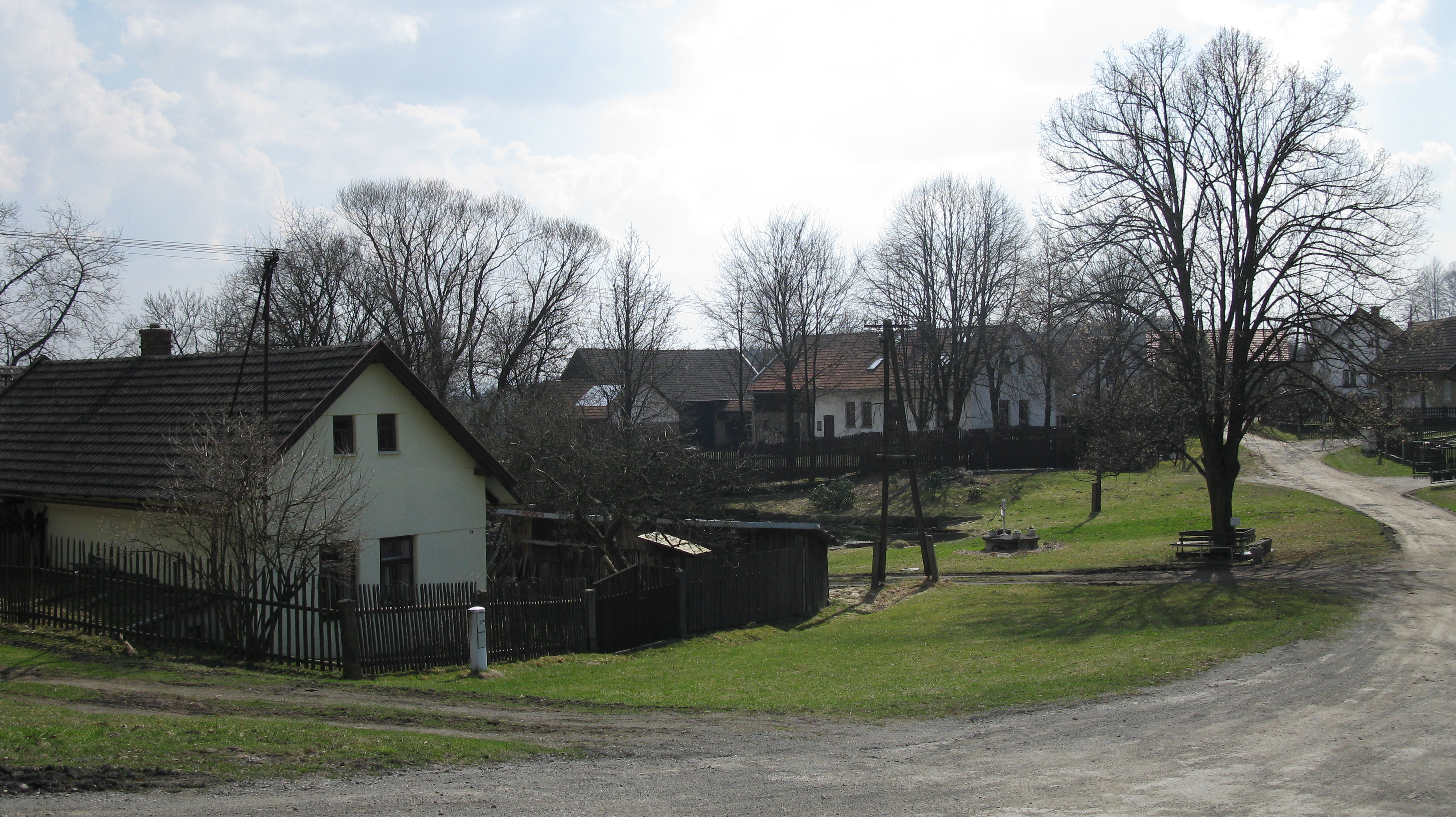
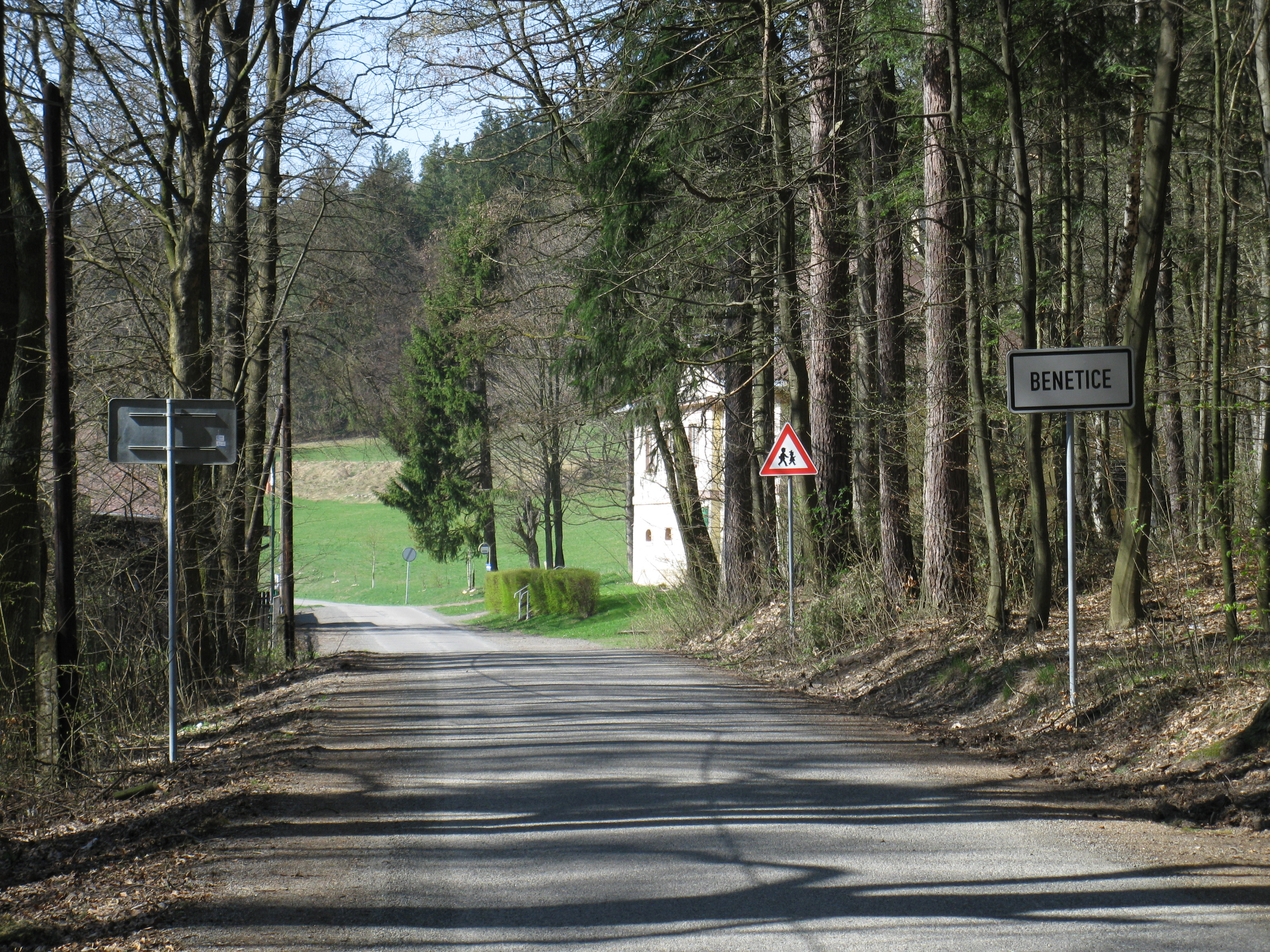
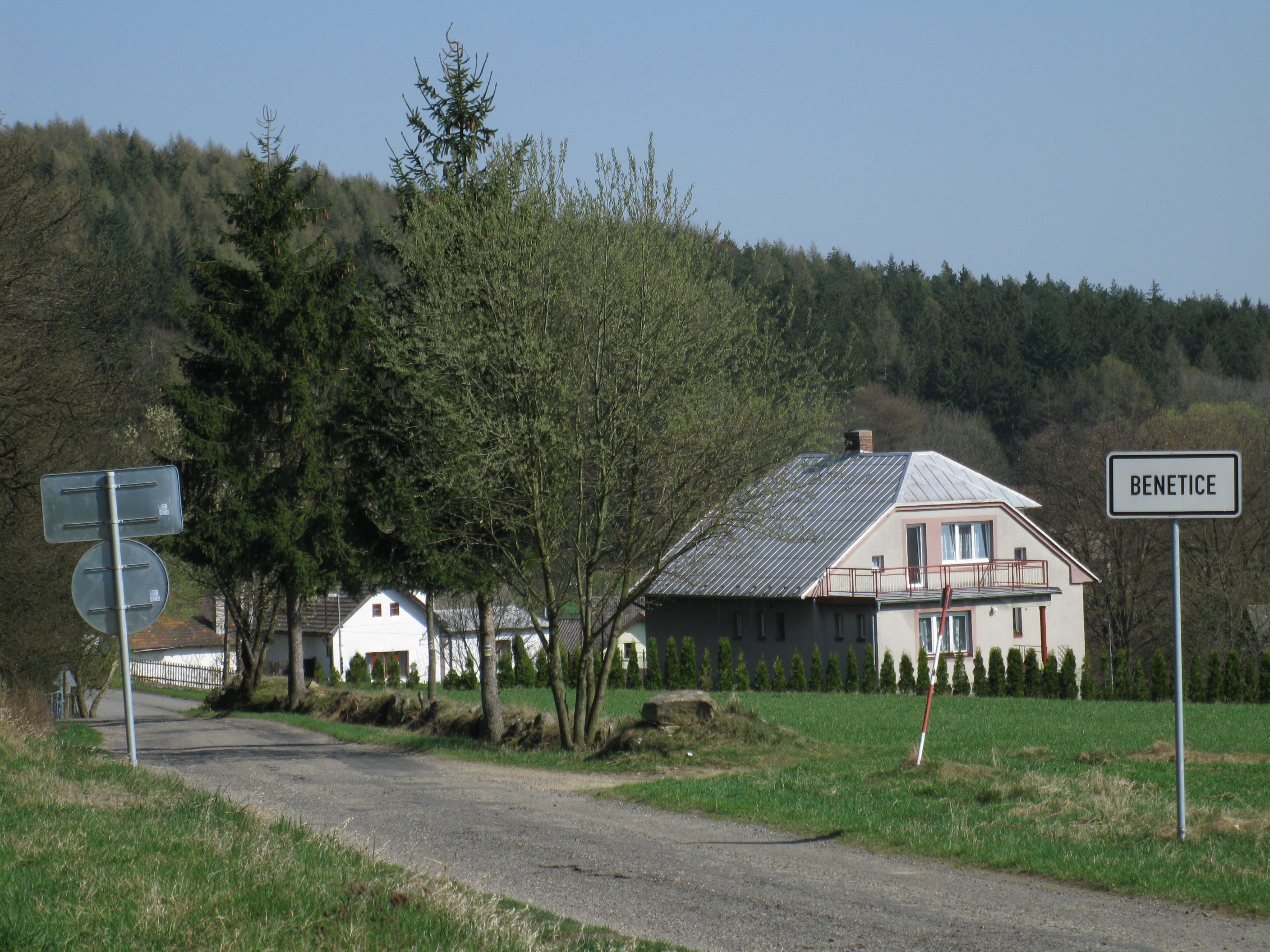
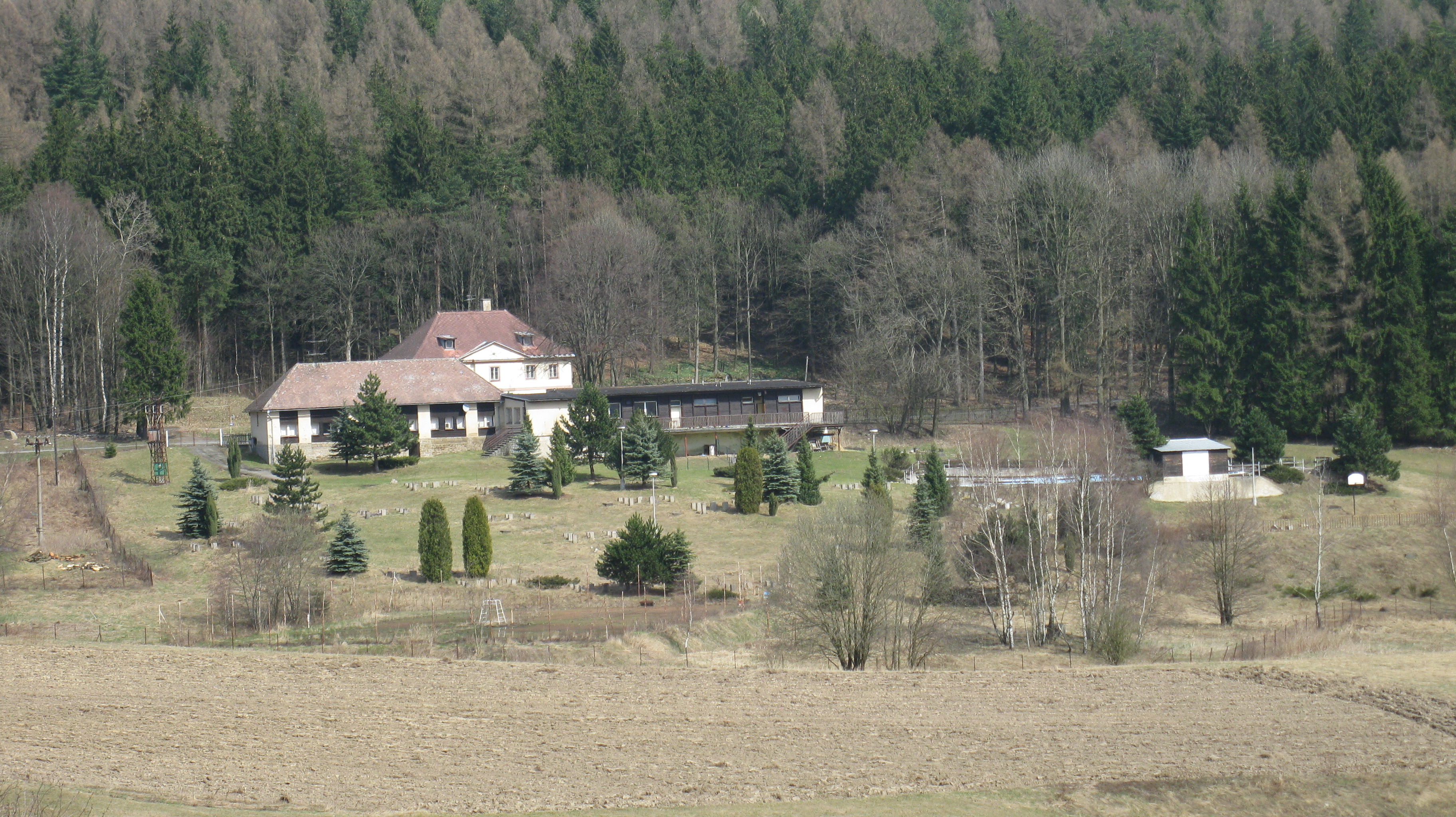
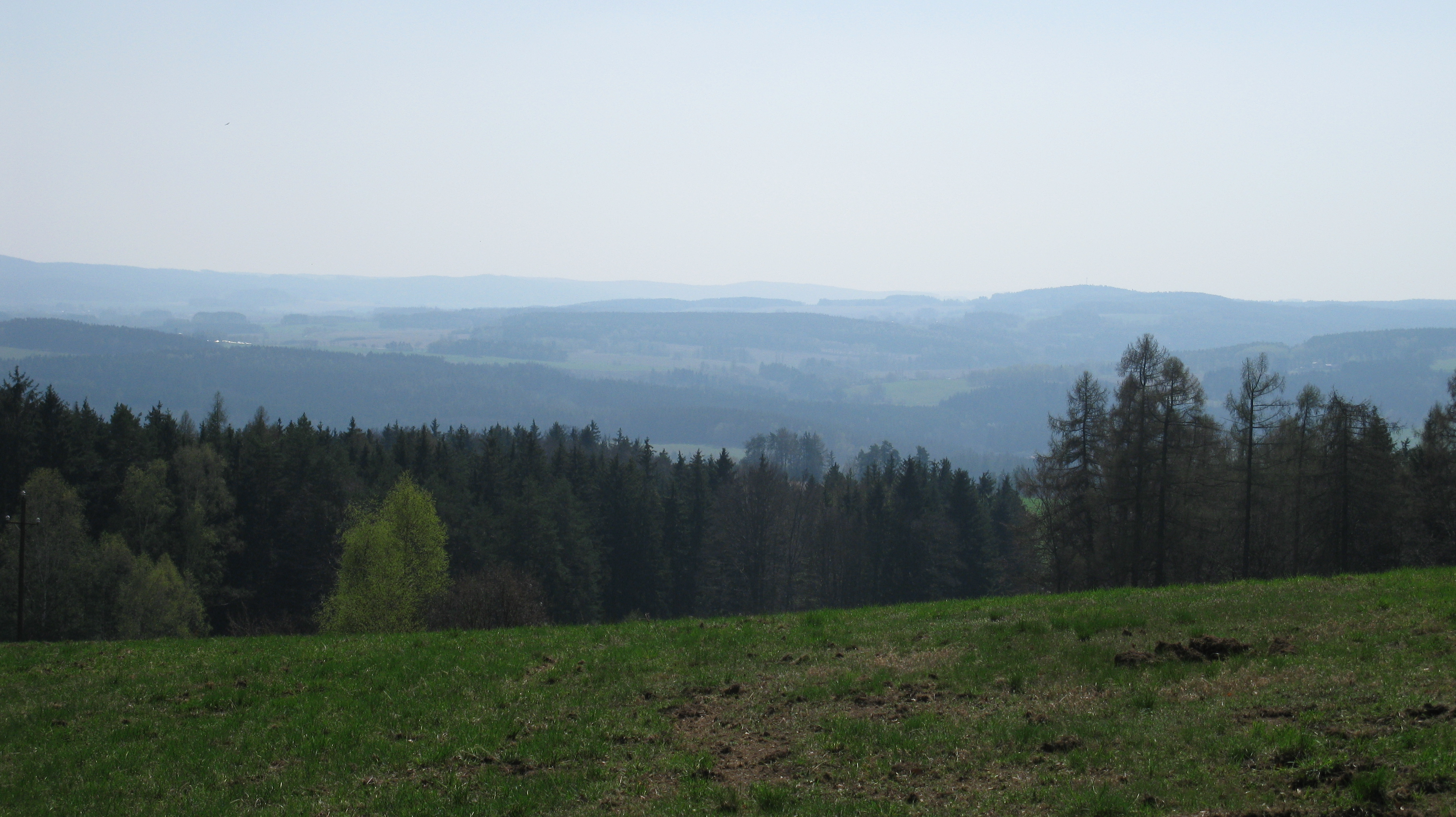

- www.benetice.eu

- Wikimedia Commons alberga una categoría multimedia sobre Benetice.

- Datos: Q25232
- Multimedia: Benetice (Světlá nad Sázavou) / Q25232